# Elisabeth Andrae
Elisabeth Andrae (née à Leipzig le 3 août 1876 et morte en 1945 à Dresde) est une peintre paysagiste allemande appartenant au courant Art nouveau et au symbolisme.

## Biographie
Elisabeth Andrae est la sœur de l’archéologue Walter Andrae, directeur de Vorderasiatisches Museum de Berlin. Elle étudie la peinture à Dresde avec Gustav Adolf Thamm (de), puis elle entre dans la classe de Hans von Volkmann à Karlsruhe. Elle vit à Berlin et à Dresde, et passe plusieurs mois par an sur l'île de Hiddensee, où elle est membre de l’Association des femmes peintres de Hiddensee, .
En 1906 elle présente son tableau Sonnenflecken à la Grande exposition artistique de Berlin. En 1909 elle expose à Kunstkaten avec les peintres artistes d'Ahrenshoop,. Elle crée pour le Vorderasiatisches Museum de Berlin des dessins muraux monumentaux qui présentent les sites archéologiques où son frère a effectué des fouilles archéologiques (Babylone, Assur, Uruk et Yazilikaya). En 1943 elle s’installe à Dresde,. Du 13 à 15 février 1945 la ville subit d’intenses bombardements, son atelier est détruit. Elle meurt de faim, son corps inanimé est retrouvé lorsque la ville est occupée par l’armée rouge. La date exacte de son décès n’est pas connue.

## Œuvres

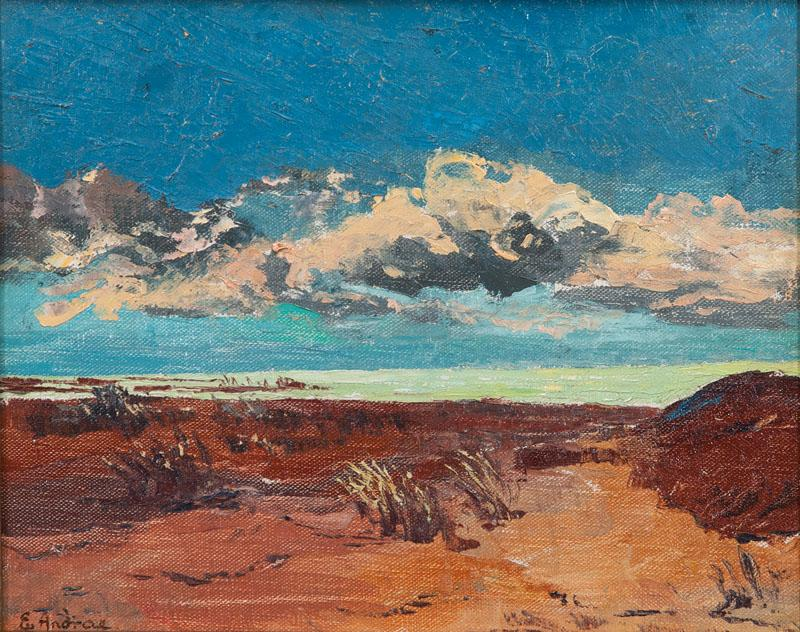
La plage de Hiddensee
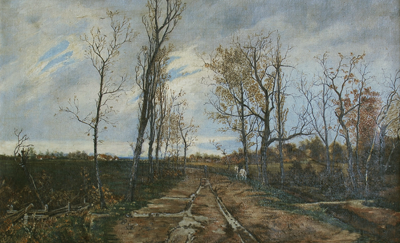
Le chemin de Vitte
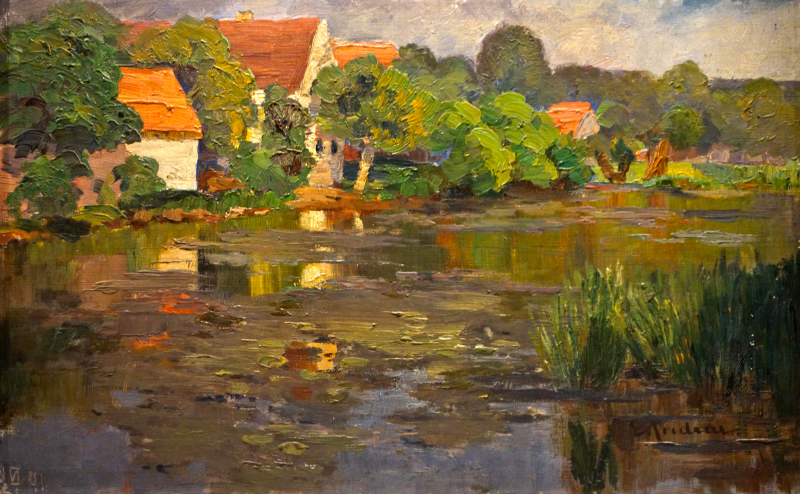
Le soleil de juin